# Tsjernootsjene
Tsjernootsjene, Chernoochene of Černoočene (Bulgaars: Черноочене, Turks: Karagözler) is een dorp en een gelijknamige gemeente in de Zuid-Bulgaarse oblast Kardzjali. Het dorp vormt het administratieve centrum van de gemeente Tsjernootsjene, die in totaal uit 51 dorpen bestaat. Tsjernootsjene betekent 'zwarte ogen' in het Bulgaars. De Turkse naam van het dorp is 'Karagözler' en heeft dezelfde betekenis. De burgemeester is Ajdin Osman van de Beweging voor Rechten en Vrijheden.

## Geografie
De gemeente Tsjernootsjene heeft een oppervlakte van 326 km² (zo’n 32.600 hectare). De gemeente grenst in het zuiden aan Kardzjali, in het zuidwesten aan Ardino, in het noordoosten aan Chaskovo en Mineralni Bani, in het westen aan Banite, in het noordwesten aan Asenovgrad en Parvomaï.
Het reliëf van de gemeente is bergachtig. Op ongeveer 2 km afstand van het dorp Bezvodno ligt het hoogste punt van de gemeente Tsjernootsjene: de Tsjiljaka-piek (1459 meter). Het dorp Tsjernootsjene ligt op ongeveer 252 meter hoogte.

## Bevolking
Op 31 december 2020 telde de gemeente Tsjernootsjene 8.782 inwoners, een daling van 825 personen ten opzichte van 9.607 inwoners in de volkstelling van 2011.  De gemiddelde jaarlijkse groei komt hiermee uit op −0,90%, hetgeen lager is dan het landelijke gemiddelde van −0,63%. De gemeente is ruraal en bestaat uit 51 afgelegen en relatief dunbevolkte bergdorpen. De grootste dorpen in de regio zijn onder andere het dorp Komoeniga (1.078 inwoners), het dorp Gabrovo (610 inwoners), het dorp Ljaskovo (580 inwoners) en het dorp Minzoechar (460 inwoners).
| Jaar                    | 1934   | 1946   | 1956   | 1965   | 1975   | 1985   | 1992   | 2001   | 2011  | 2020  |
| ----------------------- | ------ | ------ | ------ | ------ | ------ | ------ | ------ | ------ | ----- | ----- |
| dorp Tsjernootsjene     | 256    | 358    | 369    | 473    | 496    | 532    | 375    | 338    | 316   | 338   |
| gemeente Tsjernootsjene | 14.572 | 17.787 | 19.059 | 17.998 | 16.349 | 15.260 | 12.712 | 10.567 | 9.607 | 8.782 |

De gemeente Tsjernootsjene heeft net als alle overige plattelandsgebieden in Bulgarije te kampen met een intensieve bevolkingskrimp. Met name in 1989 vond een grote emigratie naar Turkije plaats, vanwege de door de staat gesteunde Revival Proces waarbij etnische Turken en Pomaken werden gebulgariseerd. Volgens bevolkingsprognoses zal de bevolking van de gemeente Tsjernootsjene in de meest gunstige situatie krimpen tot 7.943 personen in het jaar 2035.

#### Bevolkingssamenstelling
Tsjernootsjene is de gemeente met het hoogste percentage etnische Bulgaarse Turken in Bulgarije. Volgens de optionele volkstelling van 2011 verklaarde zo’n 97% van de bevolking etnisch Turks te zijn. De etnische Bulgaren vormen slechts 2,26% van de totale bevolking, in totaal zo’n 207 personen. Bijna alle Bulgaren wonen in het dorp Ptsjelarovo en vormen daar de meerderheid van de bevolking. Alle overige 49 dorpen hebben een Turkse bevolkingsmeerderheid, terwijl het dorp Besnoerka sinds 2010 onbewoond is. De meest gesproken taal in de regio is een dialect van de Turkse taal, ook wel bekend als het Balkan-Gagaoezisch Turks. De Bulgaarse taal blijft echter wel de officiële voertaal in overheidsinstanties. 
| Etnische groep   | volkstelling 1992 | volkstelling 1992 | volkstelling 2001 | volkstelling 2001 | volkstelling 2011 | volkstelling 2011 | volkstelling 2011  |
| Etnische groep   | Aantal            | %                 | Aantal            | %                 | Aantal            | % (totaal)        | % (gespecificeerd) |
| ---------------- | ----------------- | ----------------- | ----------------- | ----------------- | ----------------- | ----------------- | ------------------ |
| Bulgaren         | 321               | 2,52              | 276               | 2,61              | 207               | 2,15              | 2,26               |
| Turken           | 12.362            | 97,18             | 10.239            | 96,90             | 8.886             | 92,50             | 97,11              |
| Roma             | 16                | 0,13              | 1                 | 0,01              | .                 | .                 | .                  |
| Andere groepen   | 13                | 0,10              | 5                 | 0,05              | 5                 | 0,05              | 0,05               |
| Onbekend         | .                 | .                 | 7                 | 0,07              | 52                | 0,54              | 0,57               |
| Ongespecificeerd | .                 | .                 | 39                | 0,37              | 457               | 4,76              | .                  |
| Totaal           | 12.712            | 100,00            | 10.567            | 100,00            | 9.607             | 100,00            | 100,00             |

#### Religieuze samenstelling

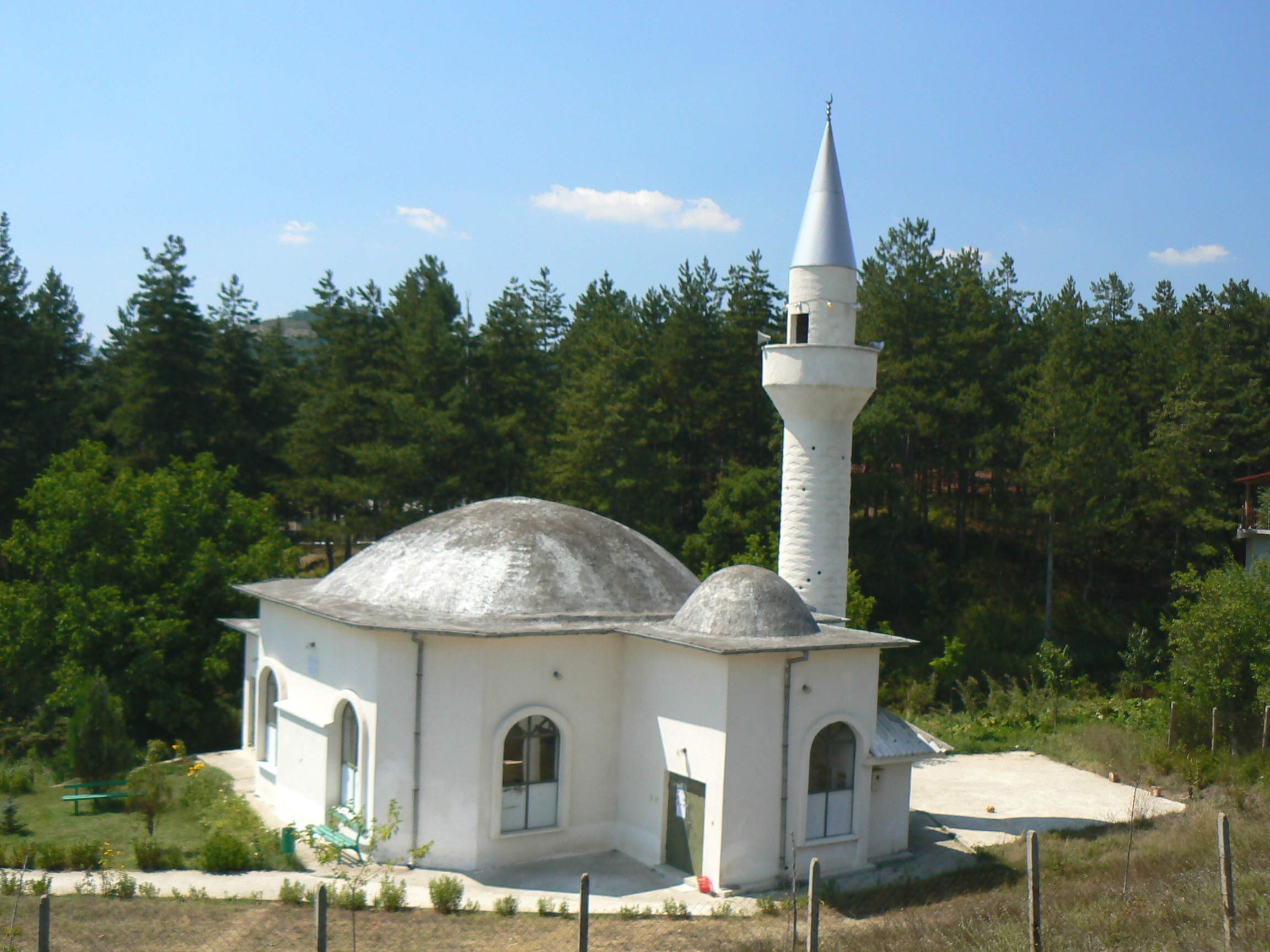
De moskee in Tsjernootsjene

In tegenstelling tot de rest van Bulgarije is de bevolking van Tsjernootsjene nagenoeg uitsluitend islamitisch. Volgens de volkstelling van 2011 is zo’n 97% van de bevolking moslim, met name van soennitische strekking. Daarmee is Tsjernootsjene de gemeente met het hoogste percentage moslims in Bulgarije, op de voet gevolgd door de gemeente Venets in de oblast Sjoemen. De rest van de bevolking had een andere geloofsovertuiging of was niet religieus.
| Religieuze samenstelling in februari 2011 | Religieuze samenstelling in februari 2011 | Religieuze samenstelling in februari 2011 | Religieuze samenstelling in februari 2011 | Religieuze samenstelling in februari 2011 |
| ----------------------------------------- | ----------------------------------------- | ----------------------------------------- | ----------------------------------------- | ----------------------------------------- |
|                                           |                                           |                                           |                                           |                                           |
| Bulgaars-Orthodoxe Kerk                   | Bulgaars-Orthodoxe Kerk                   |                                           | 2,16%                                     | 2,16%                                     |
| Katholieke Kerk                           | Katholieke Kerk                           |                                           | 0,08%                                     | 0,08%                                     |
| Protestantisme                            | Protestantisme                            |                                           | 0,00%                                     | 0,00%                                     |
| Islam                                     | Islam                                     |                                           | 96,56%                                    | 96,56%                                    |
| Geen                                      | Geen                                      |                                           | 0,06%                                     | 0,06%                                     |
| Anders/ Onbekend                          | Anders/ Onbekend                          |                                           | 1,14%                                     | 1,14%                                     |

## Economie

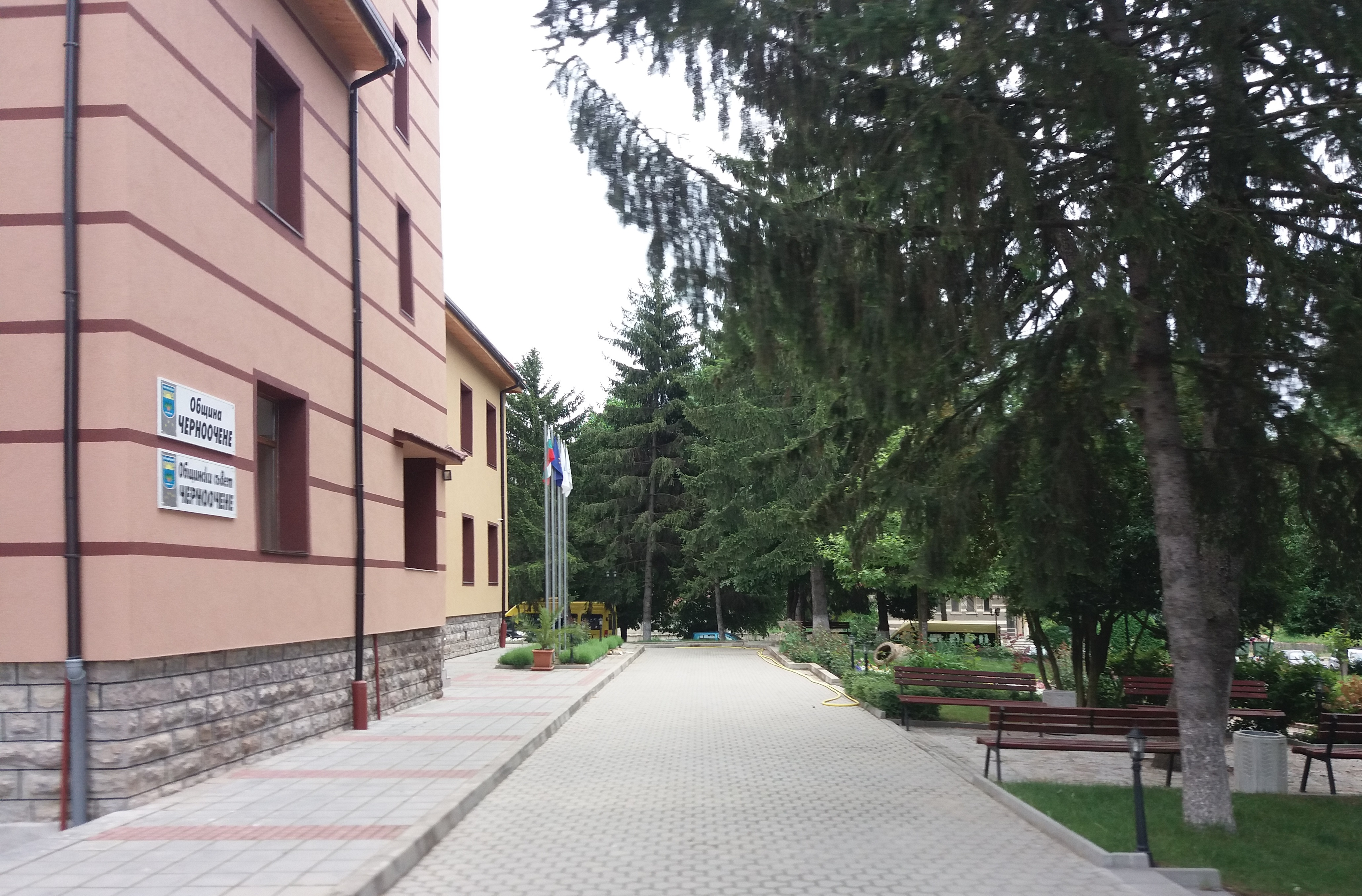
Het gemeentehuis van Tsjernootsjene

De economie van Tsjernootsjene en omgeving wordt gedomineerd door landbouw. Ongeveer 53% tot 60% van de beroepsbevolking is werkzaam in de agrarische sector. Al eeuwenlang is de tabaksproductie de primaire levensonderhoud van de bevolking. Jaarlijks wordt er 1.200 ton tabak gewonnen, dat geëxporteerd wordt naar de grootste sigarettenfabrikanten ter wereld. Naast de tabaksproductie komt de groenteproductie, de wijnbouw en de productie van voedergewassen voor. Er zijn verder ongeveer 400  industriële bedrijven. Met name de machinebouwindustrie en de textielindustrie zijn sterk vertegenwoordigd in de gemeente. Van de beroepsbevolking was in 2003 zo'n 42% werkzaam in de industriële sector. Ook is een speciale vorm van toerisme op het platteland, het zogenaamde ecotoerisme, sterk in opkomst. In 2003 bedroeg het werkloosheidspercentage 8,84%. In 2012 was ruim 11% van de beroepsbevolking werkloos.

## Onderwijs
De bevolking is over het algemeen lager opgeleid dan de rest van Bulgarije. Desalniettemin is tussen de tellingen van 2001 en 2011 een dalende trend van analfabeten en laagopgeleiden te zien (zie: onderstaand tabel).
| Hoogst behaald onderwijsniveau (maart 2001 en februari 2011) | Hoogst behaald onderwijsniveau (maart 2001 en februari 2011) | Hoogst behaald onderwijsniveau (maart 2001 en februari 2011) | Hoogst behaald onderwijsniveau (maart 2001 en februari 2011) | Hoogst behaald onderwijsniveau (maart 2001 en februari 2011) |
| Niveau                                                       | Aantal (2001)                                                | %                                                            | Aantal (2011)                                                | %                                                            |
| ------------------------------------------------------------ | ------------------------------------------------------------ | ------------------------------------------------------------ | ------------------------------------------------------------ | ------------------------------------------------------------ |
| Universiteit (master)                                        | 105                                                          | 0,99%                                                        | 439                                                          | 4,57%                                                        |
| Universiteit (bachelor)                                      | 184                                                          | 1,74%                                                        | 439                                                          | 4,57%                                                        |
| Voortgezet onderwijs                                         | 5.848                                                        | 55,33%                                                       | 6.209                                                        | 64,63%                                                       |
| Basisonderwijs                                               | 2.938                                                        | 27,80%                                                       | 1.689                                                        | 17,58%                                                       |
| Analfabeet                                                   | 786                                                          | 7,44%                                                        | 632                                                          | 6,58%                                                        |
| Kinderen jonger dan 7 jaar                                   | 668                                                          | 6,32%                                                        | 628                                                          | 6,54%                                                        |
| Onbekend                                                     | 39                                                           | 0,37%                                                        | 10                                                           | 0,10%                                                        |
| Totaal                                                       | 10.569                                                       | 100,00%                                                      | 9.607                                                        | 100,00%                                                      |

## Gemeente Tsjernootsjene

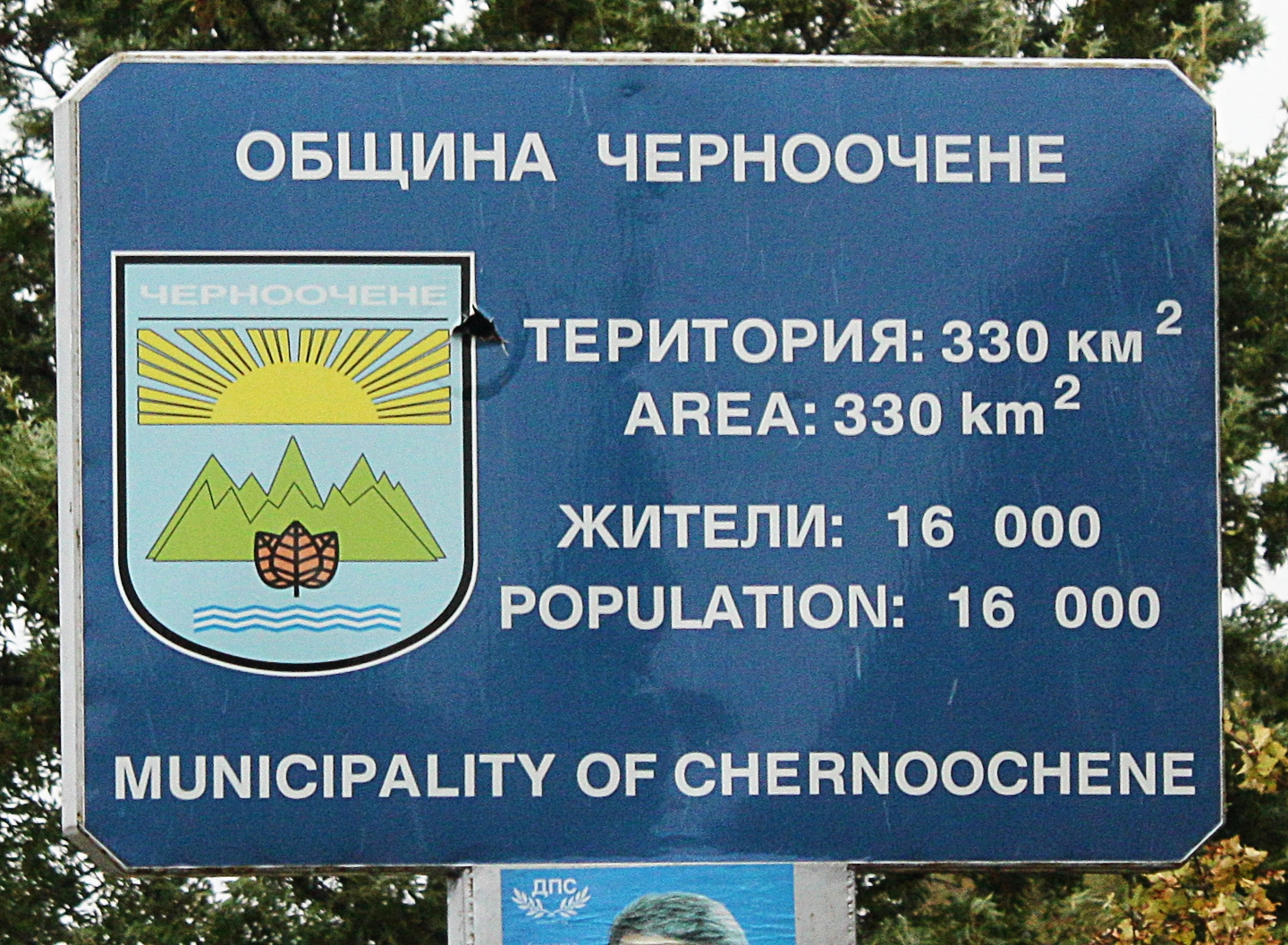
Plaatsnaambord

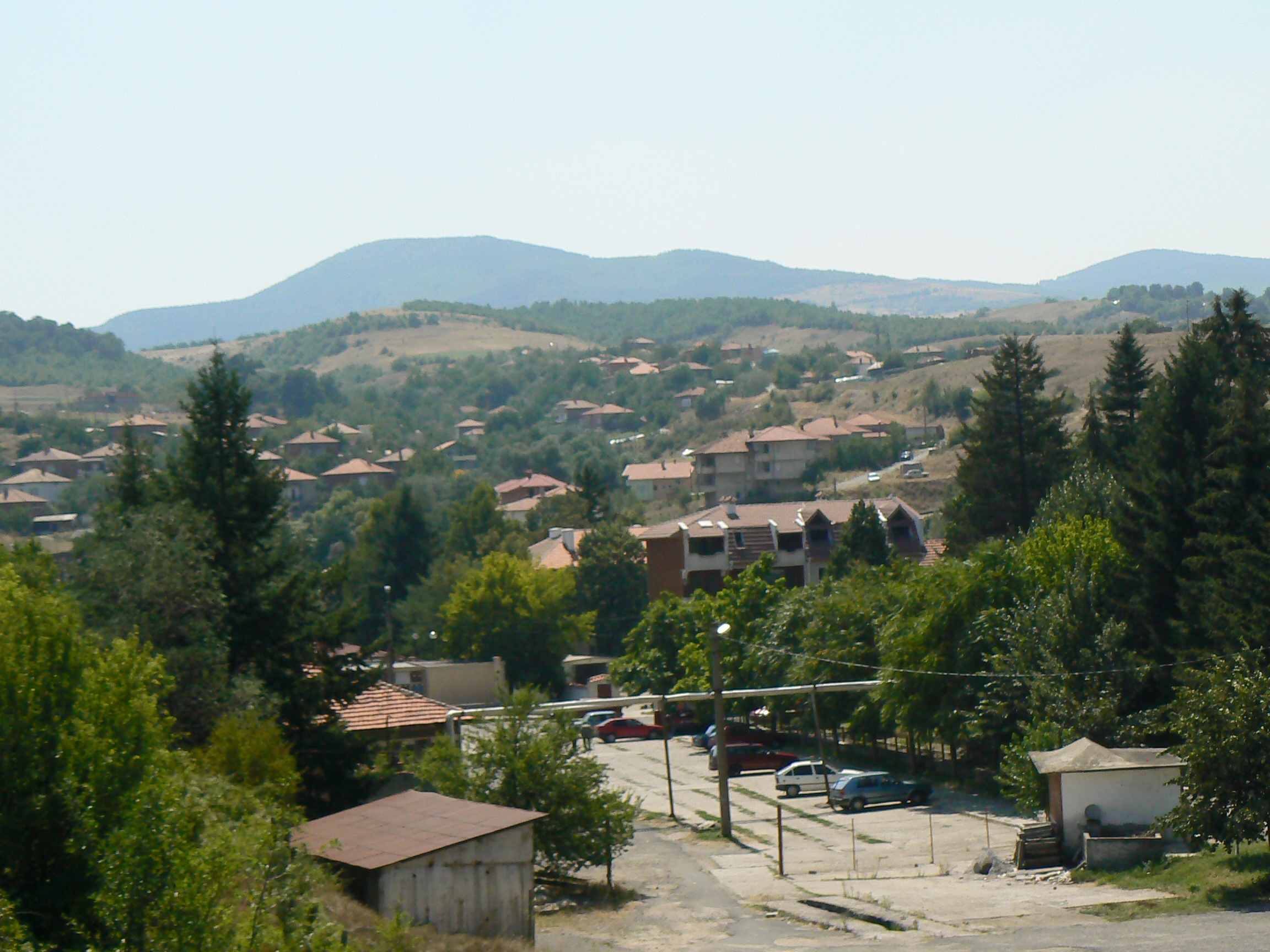
Uitzicht op het dorp Tsjernootsjene

De gemeente Tsjernootsjene telt 51 nederzettingen:
| - Bakalite - Barza Reka - Bedrovo - Bezvodno - Beli Vir - Besnoerka - Bozjoertsi - Borovsko - Bosilitsa - Bostantsi - Daskalovo - Draganovo - Doesjka - Djadovsko - Jabaltsjeni - Javorovo - Jontsjovo | - Gabrovo - Kablesjkovo - Kanjak - Komoeniga - Kopitnik - Koetsovo - Ljaskovo - Minzoechar - Moerga - Nebeska - Notsjevo - Novi Pazar - Novoselisjte - Panitsjkovo - Patitsa - Ptsjelarovo - Petelovo | - Prjaporets - Roesalina - Sokolite - Srednevo - Sredska - Strazjnitsa - Svobodinovo - Tsjerna Niva - Tsjernootsjene - Vazel - Versko - Vodatsk - Vojnovo - Vozjdovo - Zjeleznik - Zjenda - Zjitnitsa |